# Bambino (gramofon)

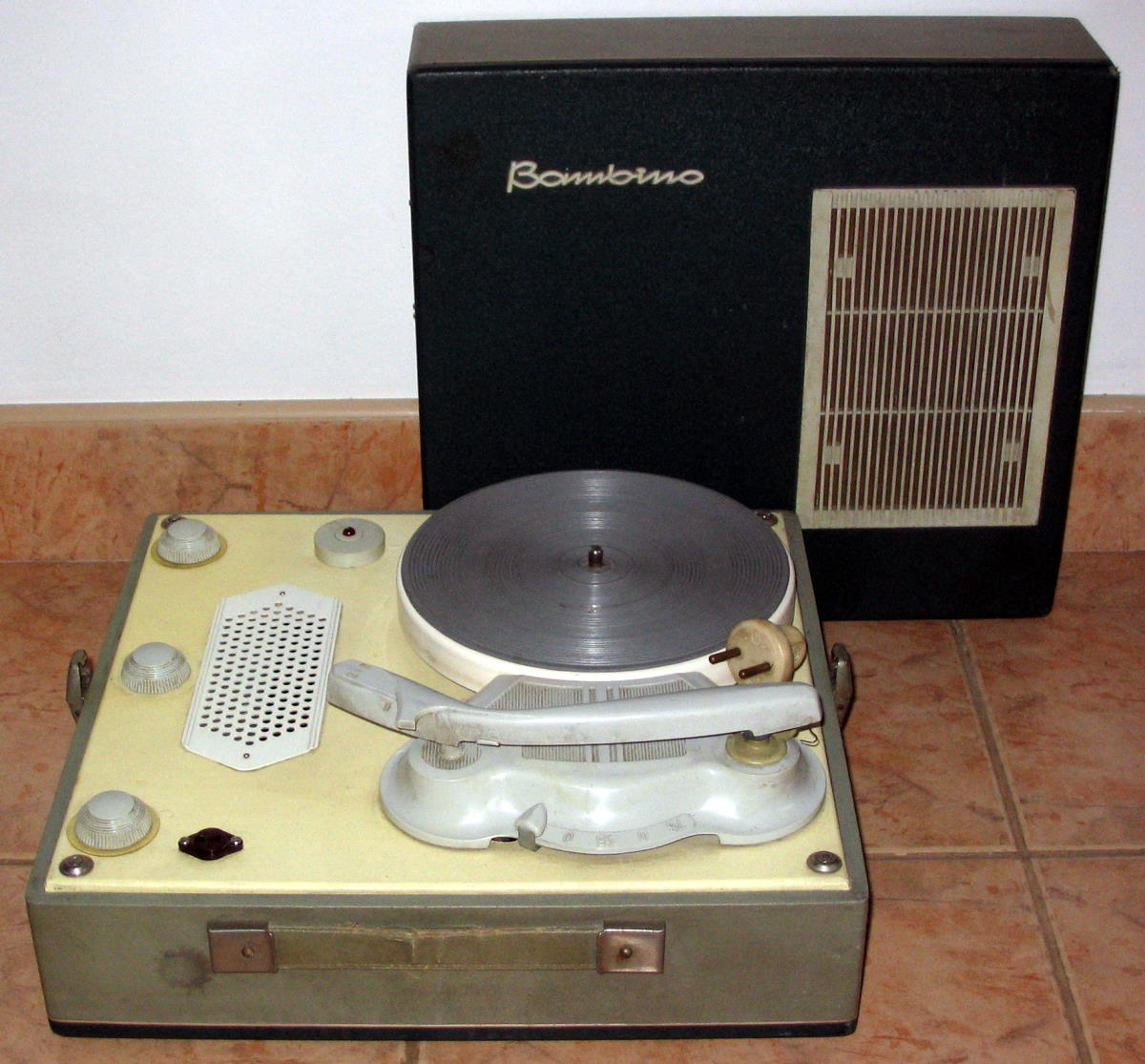
Gramofon Bambino z 1967

Bambino – polski monofoniczny gramofon lampowy, produkowany przez zakłady ŁZR Fonica w Łodzi od roku 1963 w czterech wersjach:
- Fonica WG 252 Bambino z 1963, 1967;
- Fonica WG 262 Bambino 2 i 2b z 1969;
- Fonica WG 263 Bambino 3 z 1970;
- Fonica WG 264 Bambino 4 z 1972.

W gramofonach Bambino i niektórych egzemplarzach Bambino 2 stosowano monofoniczny przetwornik elektryczny Uk-3, a w nowszych Uk-4M. We wszystkich czterech modelach nacisk igły przekraczał 10 gramów, przez co nie zaleca się odtwarzać na nim płyt cenniejszych.

## Dane techniczne
- Przystosowany do zasilania z sieci prądu przemiennego 220 V; 50 Hz.
- Gramofon posiada trzy prędkości obrotowe: 33⅓, 45, 78 obr./min (RPM).
- Wzmacniacz na lampie ECL82 (w późniejszych modelach stosowano ECL86).
- Głośnik GD 18-13/2/3, 2 VA, 4 Ω.
- Wkładka piezoelektryczna UK-3, później zmieniona na UK-4M.

## W kulturze
Gramofon pojawił się m.in. w filmie Krzysztofa Zanussiego Za ścianą (1971).